# کودکان الکتریکی
کودکان الکتریکی (به انگلیسی: Electrick Children) فیلمی محصول سال ۲۰۱۲ و به کارگردانی ربکا توماس است. در این فیلم بازیگرانی همچون جولیا گارنر، روری کالکین، لیام ایکن، بیل سیج، سینتیا واتروس و بیلی زین ایفای نقش کرده‌اند.